# Manjarín
Manjarín est une localité quasi-dépeuplée du municipio (municipalité ou canton) de Santa Colomba de Somoza, dans la comarque de La Maragatería, province de León, communauté autonome de Castille-et-León, au nord-ouest de l'Espagne.
Cette localité, située à 1 458 m d'altitude près du mont Irago dans les monts de León, est une halte sur le Camino francés du Pèlerinage de Saint-Jacques-de-Compostelle.

## Histoire
Des restes d'activité minière, possiblement romaine sont visibles dans les environs de Manjarín.
La naissance du hameau remonte au XIe siècle, lorsque l'ermite et moine Gaucelme y construisit un refuge pour pèlerins. Il existait peut être déjà, à cet endroit, quelques constructions datant du IXe siècle, époque où le comte Gatón del Bierzo lança sa campagne de reconquête et de repeuplement de la région.

## Géographie

### Localités voisines
| Nord-ouest Riego de Ambrós, Folgoso del Monte (municipio de Molinaseca) | Nord Matavenero (municipio de Torre del Bierzo) Castrillo del Monte (municipio de Molinaseca) | Nord-est Fonfría (municipio de Torre del Bierzo)                                             |
| Ouest El Acebo (municipio de Molinaseca)                                |                                                                                               | Est Foncebadón (municipio de Santa Colomba de Somoza)                                        |
| Sud-ouest Compludo, Carracedo de Compludo (municipio de Ponferrada)     | Sud Prada de la Sierra (es) (municipio de Santa Colomba de Somoza)                            | Sud-est Andiñuela de Somoza et Villar de Ciervos (es) (municipio de Santa Colomba de Somoza) |

## Culture et patrimoine

### Pèlerinage de Compostelle

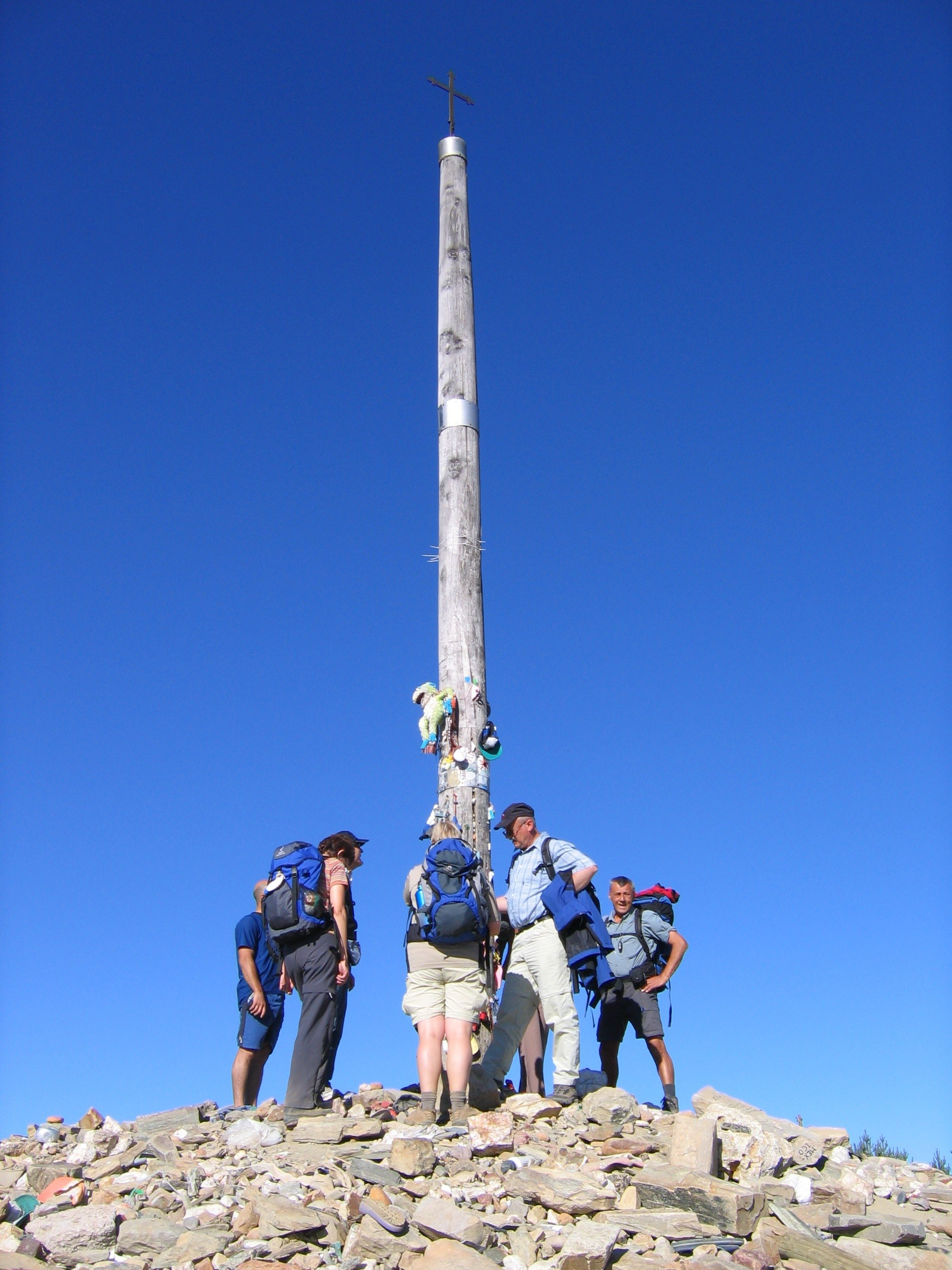
Un groupe de pèlerins au pied de la Cruz de Ferro.

Par le Camino francés du Pèlerinage de Saint-Jacques-de-Compostelle, le chemin vient de la localité de Foncebadón, via la Cruz de Ferro, dans le même municipio de Santa Colomba de Somoza.
Un refuge de pèlerins a été remis en activité depuis les années 1990, renouant ainsi avec une ancienne activité attestée par les textes et par la présence des ruines d'un antique Hospital de Peregrinos.
La prochaine halte est la localité d'El Acebo, dans le municipio de Molinaseca, vers l'ouest.

### Monuments religieux

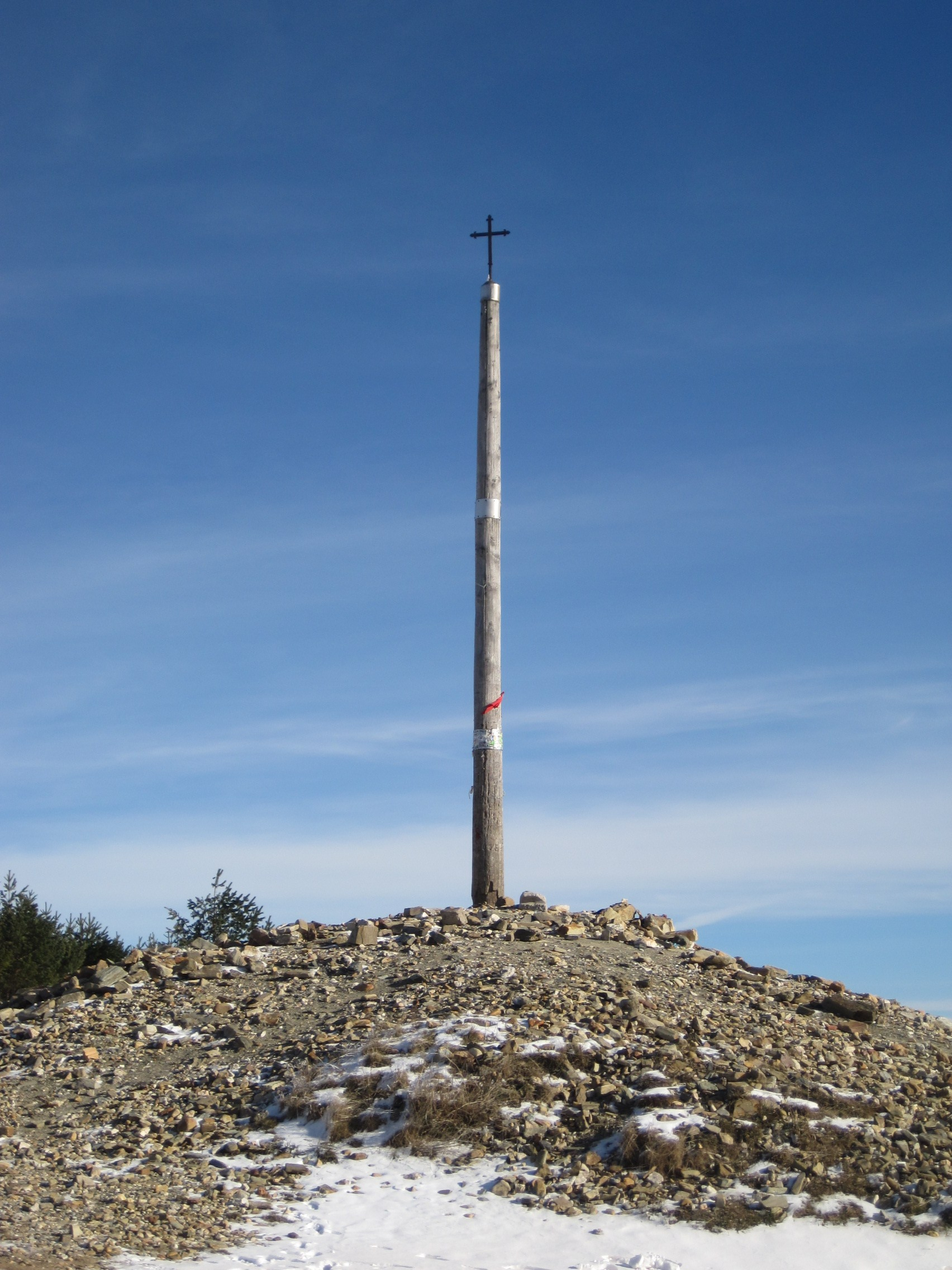
La Cruz de Ferro.

Entre Foncebadón et Manjarín se trouve un calvaire monumental qui jalonne le Chemin de Compostelle : la Cruz de Ferro.

## Sources et références
- (es) Cet article est partiellement ou en totalité issu de l’article de Wikipédia en espagnol intitulé « Manjarín » (voir la liste des auteurs).
- (fr) Grégoire, J.-Y. & Laborde-Balen, L. , « Le Chemin de Saint-Jacques en Espagne - De Saint-Jean-Pied-de-Port à Compostelle - Guide pratique du pèlerin », Rando Éditions, mars 2006,  (ISBN 2-84182-224-9)
- (fr)« Camino de Santiago St-Jean-Pied-de-Port - Santiago de Compostela », Michelin et Cie, Manufacture Française des Pneumatiques Michelin, Paris, 2009,  (ISBN 978-2-06-714805-5)
- (fr)« Le Chemin de Saint-Jacques Carte Routière », Junta de Castilla y León, Editorial